# 15111 Winters
15111 Winters è un asteroide della fascia principale. Scoperto nel 2000, presenta un'orbita caratterizzata da un semiasse maggiore pari a 2,3476944 UA e da un'eccentricità di 0,2482191, inclinata di 5,37293° rispetto all'eclittica.